# 努亞達

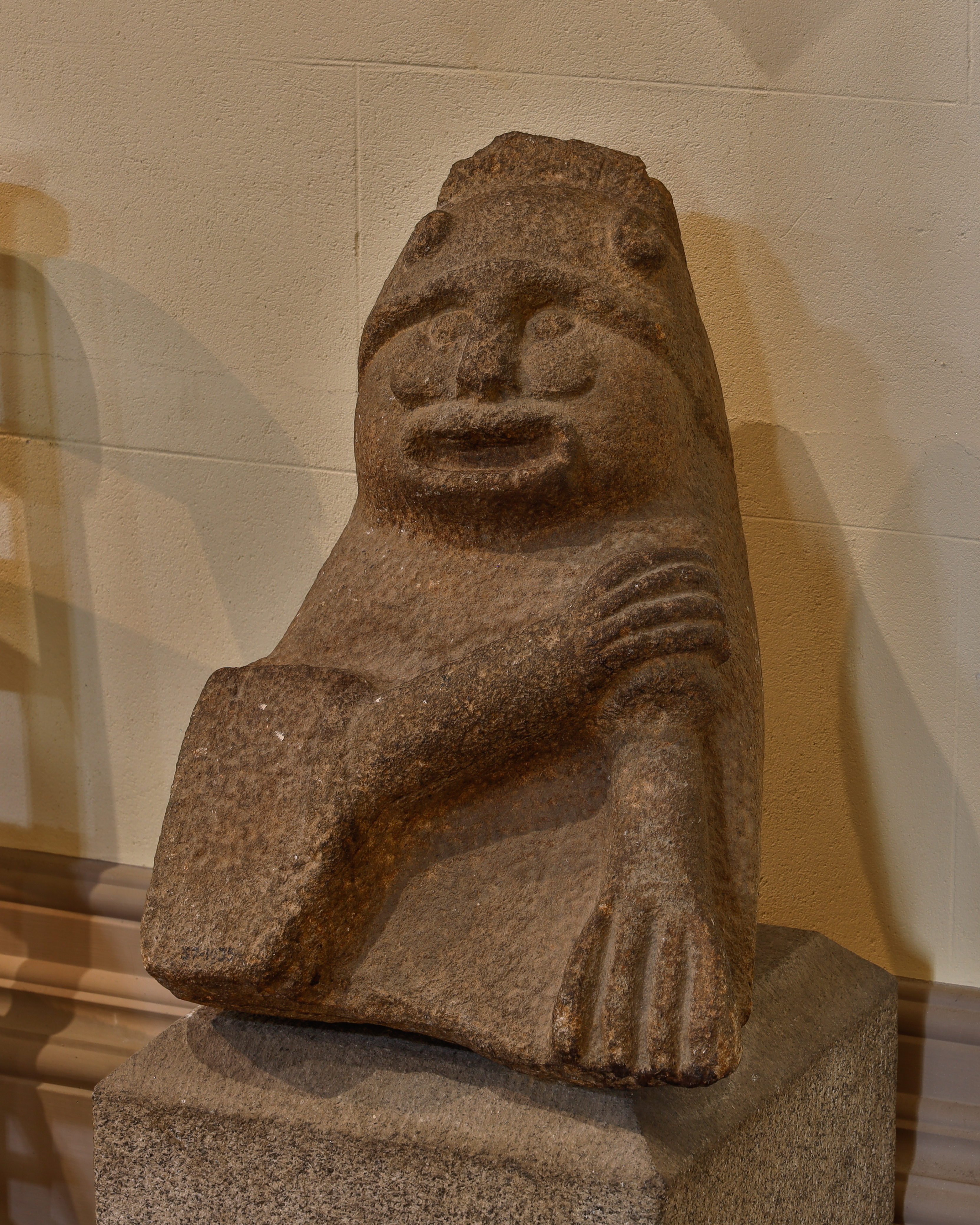
被認為是努亞達的Tandragee土偶

努亞達（Nuada）凱爾特神話中的戰神。又被稱為努亞達 阿爾格提蘭(Nuada Airgetlám)意為銀臂的努亞達，他是圖哈德達南（Tuatha Dé Danann)部族的首任國王。
在努亞達成為國王的七年後，他帶領他的部族來到愛爾蘭(Ireland)。在他們登陸之前，已經有費爾博格(Fir Bolg)部族於愛爾蘭佔領。在商議土地的分配上，兩方部族引發了一次戰爭。連續爭戰的四天之後，圖哈德達南部族取得了這場勝利，但同時他們也失去了他的國王。努亞達並沒有在這場戰爭中失去了他的性命，在他與費爾博格部族的勇士史萊(Sreng)單獨的兩方對決上，他的手臂被史萊切斷。對於他們的傳統來說，身體上有殘缺的人不能成為國王。而即便身分是為敵人的史萊，他的勇氣及精神讓圖哈德達南人感動，為此費爾博格部族就算戰輸，但他們還是得以在愛爾蘭西方的康諾特(Connacht)發展生活。
失去了國王的圖哈德達南部族由布雷斯(Bres)繼任為王，但新王布雷斯王殘暴不仁，讓圖哈德達南部族籠罩在長期的黑暗。失去手臂及王權的努亞達在醫術神提安卡特(Dian Cecht)的治療和幫助下，得到了銀臂的武力。
得到銀臂之後，武力恢復的努亞達從布雷斯身上拿回了王權。但布雷斯未就此罷休，擁有一半弗摩里部族(Fomorian)血統的他，集結了首領巴羅爾(Balor)統治的弗摩里部族的大軍要來攻打圖哈德達南部族，雙方爆發了一場規模浩大的戰爭在伊圖拉（Moytirra）。
戰爭中，因不敵殘暴的弗摩里族，努亞達在這一次的戰鬥中被巴羅爾擊敗而結束了他的生命。圖哈德達南之王的死並沒有造成這一次戰爭的失敗，圖哈德達南族的英雄魯格在戰場英勇，替努亞達完成復仇擊殺了巴羅爾，讓他的部族得到了這一次戰爭的勝利。

## 註解
1. ↑  Or a hand – Old Irish lám can mean either. The First Battle of Mag Tuired (§48 （页面存档备份，存于）) specifically says that Sreng "severed his right arm at the shoulder; and the king's arm with a third of his shield fell to the ground".
2. ↑  Lebor Gabála Érenn §58, 60, 64 （页面存档备份，存于）; The First Battle of Mag Tuired §20, 48, 56 （页面存档备份，存于）
3. ↑  Lebor Gabála Érenn §64 （页面存档备份，存于）; The Second Battle of Mag Tuired p. 27-35 （页面存档备份，存于） (Gray translation); Annals of the Four Masters M3304-3310 （页面存档备份，存于）; Geoffrey Keating, History of Ireland 1.9 （页面存档备份，存于）
4. ↑  The Second Battle of Mag Tuired p. 35-43, 61 （页面存档备份，存于） (Gray translation); Annals of the Four Masters M3311-3330 （页面存档备份，存于）; Geoffrey Keating, History of Ireland 1.21 （页面存档备份，存于）